# نبرد قلعه ماکی‌شیما
نبرد قلعه ماکی‌شیما (به ژاپنی: 槇島城の戦い) سه نبرد به هم پیوسته در طول دوره سنگوکو (قرن ۱۶) مابین اودا نوبوناگا و شوگون پانزدهم آشیکاگا یوشی‌آکی در ژاپن بود. این نبرد از فوریه تا ژوئیه ۱۵۷۳ ادامه داشت. در پایان یوشی‌آکی از نوبوناگا شکست خورد و از پایتخت آن زمان کیوتو در روز ۲۸ ژوئیه به بیرون رانده شد. روز شکست شوگون در ۲۸ ژوئیه پایان دوره گنکی و آغاز دوره تنشو محسوب می‌شود.